# Końska (Trzyniec)
Końska (czes. Konská, niem. Konskau) – część miasta Trzyniec w kraju morawsko-śląskim, w powiecie Frydek-Mistek w Czechach. Rozlokowana u ujścia Tyrki do Olzy, w całości znajduje się w granicach gminy katastralnej o nazwie Konská o powierzchni 843,29 ha. W 2008 r. Końska liczyła 476 numerów domów i 1598 mieszkańców. W gminie katastralnej oprócz Końskiej częściowo znajduje się także inna część miasta – Kanada.

## Historia
Miejscowość po raz pierwszy wzmiankowana została w łacińskim dokumencie Liber fundationis episcopatus Vratislaviensis (pol. Księga uposażeń biskupstwa wrocławskiego), spisanej za czasów biskupa Henryka z Wierzbna ok. 1305 w szeregu wsi zobowiązanych do płacenia dziesięciny biskupstwu we Wrocławiu, w postaci item in Conka. Zapis ten (brak określenia liczby łanów, z których będzie płacony podatek) wskazuje, że wieś była w początkowej fazie powstawania (na tzw. surowym korzeniu), co wiąże się z przeprowadzaną pod koniec XIII wieku na terytorium późniejszego Górnego Śląska wielką akcją osadniczą (tzw. łanowo-czynszową). Wieś politycznie znajdowała się wówczas w granicach utworzonego w 1290 piastowskiego (polskiego) księstwa cieszyńskiego, będącego od 1327 lennem Królestwa Czech, a od 1526 roku w wyniku objęcia tronu czeskiego przez Habsburgów wraz z regionem aż do 1918 roku w Monarchii Habsburgów (potocznie Austrii).
Już w tym czasie, jako miejscowość odległa o milę (ok. 7 km) od Cieszyna, była ważnym punktem na trakcie handlowym wiodącym w górę doliny Olzy i dalej na Węgry lub do Wiednia. Jak sama nazwa wskazuje, wieś była wówczas ośrodkiem hodowli koni, które wymieniali tu kupcy po trudach przeprawy przez Przełęcz Jabłonkowską. Z tego powodu herbem wsi był rozpędzony koń bez uprzęży, o czym świadczy pieczęć gminna z 1851 roku.
W latach 1570–1657 majątek wraz z dworem (folwarkiem) należał do Jana Jerzego Sobka z Kornic. Za ich rządów Końska jest rozdzielona na Górną i Dolną. W roku 1661 właścicielami są Anna Sobkowa i Helena Matyaszowska. Następnie przychodzą Skrbeńscy z Hrziszcze do 1670 roku, Goczałkowscy z Goczałkowic do 1686 i Paczyńscy. Pomimo zniszczeń z czasów wojny trzydziestoletniej, wieś rozwijała się szybko. W XVIII w. jej właścicielami była szlachecka rodzina Wilczków z Polskiej Ostrawy, a w latach 1791–1894 – baronowie von Beess z Chrostiny. Później końszczański majątek należał do Gwidona Grohmana z rodziny przemysłowców z Vrbna pod Pradziadem, który jednak w 1912 r. utracił go, podobno za długi karciane.
W 1837 r. Końska liczyła 1036 mieszkańców – blisko trzykrotnie więcej niż sąsiedni Trzyniec. W 1848 r., okresie „Wiosny Ludów”, Końska była terenem słynnej tu rebelii chłopskiej. Delegacja miejscowych chłopów za namową przybyłego z Wiednia studenta medycyny, Pawła Oszeldy z niedalekich Nieborów, udała się na zamek do barona Beessa z żądaniem zniesienia pańszczyzny. Młody baron zaaprobował żądania deputacji: praca na pańskim stała się odtąd dobrowolna i odpłatna, zaś chłopi uzyskali zgodę na porąbanie stolicy – ławy, na której wymierzana była kara chłosty i uzyskali prawo strzelania do zajęcy, które im wyrządzały szkody na polach.
Po roku 1880 gwałtownie rozbudowująca się w kierunku północnym huta trzyniecka podzieliła wieś na dwie części, zagarniając jej historyczne centrum. Obecnie nazwa „Końska” odnosi się tylko do części terenów huty oraz związanych z nią przystanków: kolejowego i autobusowego. Na lewym brzegu Olzy z dawnej Końskiej wyodrębniło się nowe centrum – Podlesie oraz dzielnica zwana Kanadą, zabudowywana od 1922 r. domami miejscowych „dorobkiewiczów”. Na prawym brzegu najważniejsze są Osówki, rozrzucone na nadgranicznych wzgórzach Pogórza Śląskiego oraz Borek, który jako kolonia robotnicza zaczął powstawać w końcu XIX w.
Według austriackiego spisu ludności z 1910 roku Końska miała 2,346 mieszkańców, z czego 2307 zameldowanych na stałe, 1960 (85%) polsko-, 321 (14%) niemiecko- i 26 (1,1%) czeskojęzycznych, 1014 (43,2%) katolików, 1302 (55,5%) ewangelików, 21 (0,9%) wyznawców judaizmu oraz 9 (0,4%) osób innej religii.
Od 17 maja 1946 Końska znajduje się w granicach administracyjnych Trzyńca.

### Pałac
Dawny zespół pałacowy w Końskiej składał się z monumentalnego, trójkondygnacyjnego pałacu, wzniesionego na początku XIX w. na prawym brzegu Olzy, na miejscu dawnego dworu Sobków, oraz otaczającego go parku. Od roku 1913 był w posiadaniu Spółki Ziemi Cieszyńskiej, a następnie Macierzy Szkolnej w Czechosłowacji. Od 1919 r. mieściła się tu wielce zasłużona dla regionu Żeńska Szkoła Gospodarstwa Wiejskiego, założona z inicjatywy prezesa Towarzystwa Rolniczego Księstwa Cieszyńskiego, Józefa Zaleskiego. Po II wojnie pałac został pochłonięty przez rozrastającą się hutę i zupełnie przebudowany na magazyny i obiekty socjalne.

## Polacy związani z Końską
- Paweł Bobek, polityk i działacz narodowy na Śląsku Cieszyńskim;
- Jerzy Buzek (1842 – 1907), światły rolnik i działacz społeczny;
- Jan Kubisz (1848 – 1929), pedagog i poeta;
- Jerzy Kubisz (1862 – 1939) – pedagog, działacz kulturalno-oświatowy i społeczny;
- Józef Kubisz (1885 – 1940) – dyplomata i konsul w USA;
- Józef Buzek (1873 – 1936) – profesor statystyki na Uniwersytecie Lwowskim, ekonomista i polityk;
- Jan Buzek (1874 – 1940) – dr medycyny w Zagłębiu Karwińskim, polski działacz narodowy na Zaolziu;
- Jerzy Buzek (1874 – 1939) – inżynier górnictwa i hutnictwa, profesor Akademii Górniczo-Hutniczej w Krakowie;
- Andrzej Buzek (1885 – 1971) – pastor, kaznodzieja i publicysta;
- Paweł Kubisz (1907 – 1968) – pisarz, publicysta i działacz społeczno-kulturalny;
- Adam Wawrosz (1913 – 1971) – pisarz i publicysta;